# Feuguerolles (Eure)
Feuguerolles is een gemeente in het Franse departement Eure (regio Normandië). De gemeente telt 152 inwoners (1999) en maakt deel uit van het arrondissement Évreux.

## Geografie
De oppervlakte van Feuguerolles bedraagt 8,1 km², de bevolkingsdichtheid is 18,8 inwoners per km².

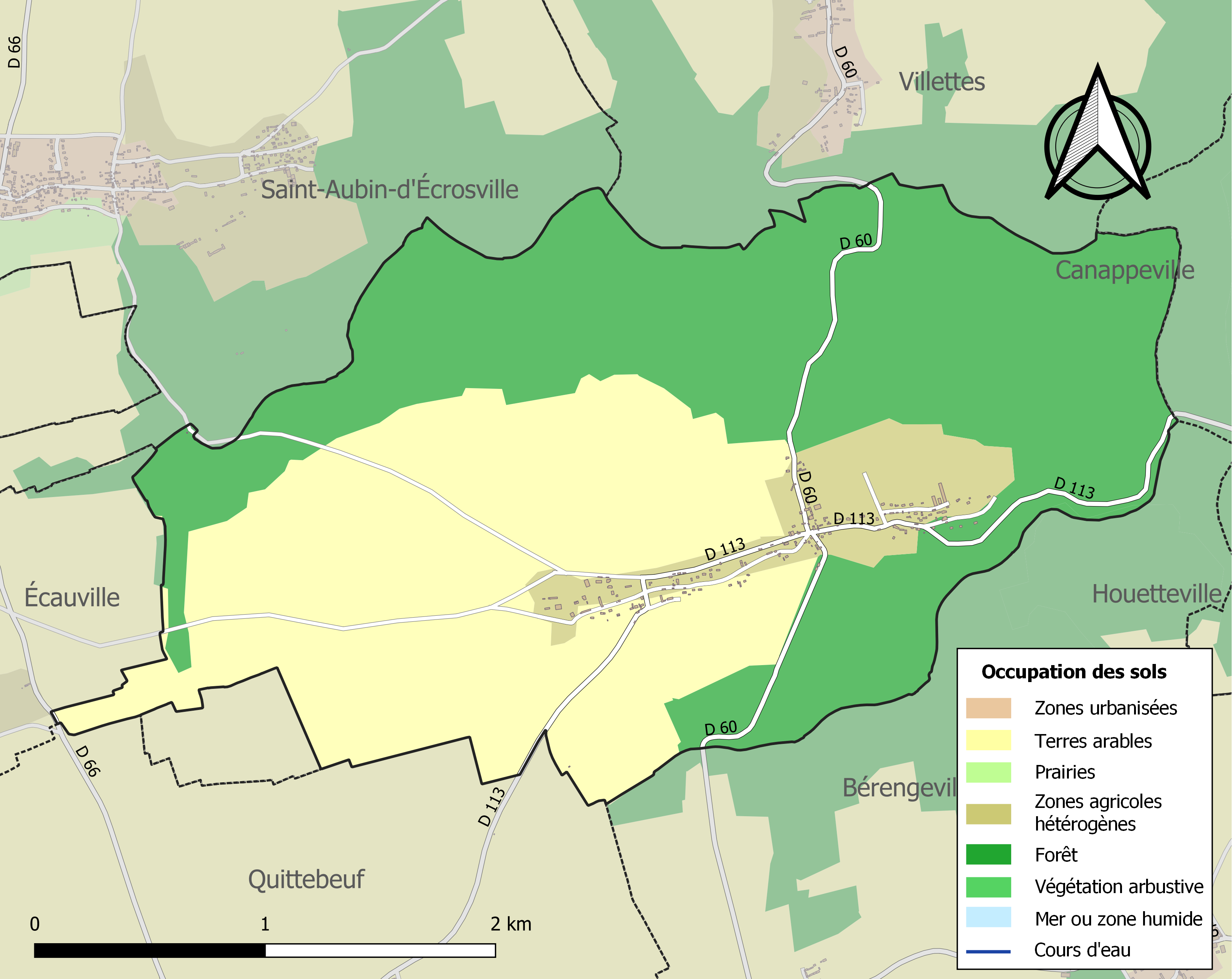
Kaart van de gemeente met de belangrijkste infrastructuur, bodemgebruik en omliggende gemeenten

## Bezienswaardigheden
- De Église Saint-Amand

## Demografie
Onderstaande figuur toont het verloop van het inwonertal (bron: INSEE-tellingen).